# 975 Perseverantia
975 Perseverantia là một tiểu hành tinh bay quanh Mặt Trời.